# Konsumencki Konkurs Piw Bractwa Piwnego
Konsumencki konkurs piw zorganizowany po raz pierwszy w 2009 r. przez Towarzystwo Promocji Kultury Piwa Bractwo Piwne ma na celu wyłonienie najlepszych piw warzonych w Polsce. Konkurs podzielony jest na dwa etapy. W pierwszym etapie wyłaniane są trzy najlepsze piwa w poszczególnych kategoriach. Selekcja dokonywana jest na podstawie wyników sprzedaży sklepów w całej Polsce, specjalizujących się w ofercie polskich piw oraz na podstawie rekomendacji członków Bractwa Piwnego. Ostatecznego wyboru najlepszego piwa w danej kategorii dokonuje w teście anonimowym grupa 17 jurorów - zawodowych degustatorów, przedstawicieli branży piwowarskiej i znawców piwa.

## Wyniki Konsumenckiego Konkursu Piw Bractwa Piwnego
| Rok  | 1. miejsce                        | 2. miejsce                                 | 3. miejsce                   |
| ---- | --------------------------------- | ------------------------------------------ | ---------------------------- |
| 2011 | Zwierzyniec - Perła Lublin        | Boner Pils - Browar na Jurze               | Goolman - Perła Lublin       |
| 2010 | Zwierzyniec - Perła Lublin        | Książ - Grupa Okocim Carlsberg             | Goolman - Perła Lublin       |
| 2009 | Goolman – Perła Browary Lubelskie | Zwierzyniec Pils - Perła Browary Lubelskie | Zdrojowe lekkie – Konstancin |

| Rok  | 1. miejsce                         | 2. miejsce                          | 3. miejsce            |
| ---- | ---------------------------------- | ----------------------------------- | --------------------- |
| 2011 | Perła Chmielowa - Perła Lublin     | Brackie - Bracki Browar Zamkowy     | ---                   |
| 2010 | Classic - Amber                    | Mazowieckie Niepast. - Konstancin   | Export - Perła Lublin |
| 2009 | Lech Premium - Kompania Piwowarska | Tyskie Gronie - Kompania Piwowarska | Łomża Export - Łomża  |

| Rok  | 1. miejsce                          | 2. miejsce                                 | 3. miejsce                 |
| ---- | ----------------------------------- | ------------------------------------------ | -------------------------- |
| 2011 | Ciechan Wyborny - Browar Ciechan    | Lipcowe Niepasteryzowane - Browar Jagiełło | Noteckie - Browar Czarnków |
| 2010 | Ciechan Wyborne Niepast.- Ciechanów | Niepasteryzowane Kasztelan - Grupa Okocim  | Złote Lwy - Amber          |
| 2009 | Mazury Świeże - Kormoran Olsztyn    | Perła Chmielowa - Perła Lublin             | Wyborne – Ciechanów        |

| Rok  | 1. miejsce                        | 2. miejsce                              | 3. miejsce                    |
| ---- | --------------------------------- | --------------------------------------- | ----------------------------- |
| 2011 | Śląskie - BG S.A. Zabrze          | Boner Mocne - Browar na Jurze           | ---                           |
| 2010 | Zlatý Hrad Strong - Van Pur       | Bosman Specjal - Grupa Okocim Carlsberg | Boner Mocne - Browar na Jurze |
| 2009 | Bosman Specjal – Carlsberg Polska | Jabłonowo Mocne - Jabłonowo             | Lubuskie - Boss Witnica       |

| Rok  | 1. miejsce                          | 2. miejsce                               | 3. miejsce                |
| ---- | ----------------------------------- | ---------------------------------------- | ------------------------- |
| 2011 | Ciechan Mocne - Browar Ciechan      | Żywe - Browar Amber                      | Dawne - Browar Konstancin |
| 2010 | Dawne Niepasteryzowane - Konstancin | Ciechan Mocne Niepast. - Browar Ciechan  | Żywe - Amber              |
| 2009 | Żywe - Browar Amber Bielkówko       | Ciechan Mocne - Browar Ciechan Ciechanów | Dawne - Konstancin        |

| Rok  | 1. miejsce                       | 2. miejsce                       | 3. miejsce                |
| ---- | -------------------------------- | -------------------------------- | ------------------------- |
| 2011 | Czarny Smok - Fortuna            | Czerwony Smok - Fortuna          | ---                       |
| 2010 | Koźlak Eksportowy - Boss         | Czerwony Smok - Fortuna          | Czarny Smok - Fortuna     |
| 2009 | GAB Stout - Browar GAB Konopiska | Czerwony Smok - Fortuna Miłosław | Czarne - Fortuna Miłosław |

| Rok  | 1. miejsce                            | 2. miejsce                        | 3. miejsce               |
| ---- | ------------------------------------- | --------------------------------- | ------------------------ |
| 2011 | Warmiak - Kormoran                    | Irish - Kormoran                  | Magnus - Browar Jagiełło |
| 2010 | Warmiak - Kormoran                    | Irlandzkie Mocne - Krajan         | Magnus - Browar Jagiełło |
| 2009 | Amber Koźlak - Browar Amber Bielkówko | Warmiak - Browar Kormoran Olsztyn | Magnus – Jagiełło Chełm  |

| Rok  | 1. miejsce                      | 2. miejsce                            | 3. miejsce                              |
| ---- | ------------------------------- | ------------------------------------- | --------------------------------------- |
| 2011 | Porter Łódzki - Browar Łódzki   | Żywiec Porter - Bracki Browar Zamkowy | Grand Imperial Porter - Browar Amber    |
| 2010 | Grand Imperial Porter - Amber   | Żywiecki Porter - Zamkowy             | Porter - Łódzkie                        |
| 2009 | Porter Łódzki - Browary Łódzkie | Porter - Grupa Żywiec                 | Grand Imperial - Browar Amber Bielkówko |

| Rok  | 1. miejsce                                 | 2. miejsce             | 3. miejsce                       |
| ---- | ------------------------------------------ | ---------------------- | -------------------------------- |
| 2011 | Czarne Miodowe - Browar Fortuna            | Miodne - Kormoran      | Ciechan Miodowe - Browar Ciechan |
| 2010 | Miodowe - Ciechanów                        | Miodne - Kormoran      | Czarne Miodowe - Fortuna         |
| 2009 | Ciechan Miodowe - Browar Ciechan Ciechanów | Miodowe - Krajan Nakło | Miodowe - Koreb Łask             |

| Rok  | 1. miejsce                               | 2. miejsce                                    | 3. miejsce                             |
| ---- | ---------------------------------------- | --------------------------------------------- | -------------------------------------- |
| 2011 | Cornelius Weizen Bier - Browar Cornelius | Ciechan Pszeniczne - Browar Ciechan           | Viva Hel - Browar Gościszewo           |
| 2010 | Cornelius Weizen Bier - Sulimar          | Ciechan pszeniczne - Ciechanów                | Viva Hel - Gościszewo                  |
| 2009 | Abbè Weizen – Browar Połczyn-Zdrój       | Ciechan Pszeniczne - Browar Ciechan Ciechanów | Cornelius Weizen Bier - Kiper Piotrków |

| Rok  | 1. miejsce                        | 2. miejsce     | 3. miejsce |
| ---- | --------------------------------- | -------------- | ---------- |
| 2010 | Bracki Kożlak Dubeltowy - Zamkowy | Koźlak - Amber | ---        |